# Piquetero

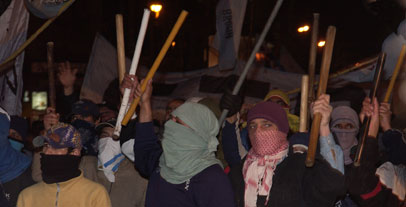
Les piqueteros qui manifestent à Buenos Aires, Argentine

Les piqueteros sont des participants de mouvements sociaux apparus en Argentine au cours des années 1990. Le terme est une extension du mot piquete désignant le blocage physique d'axes de communication par des manifestations statiques. Généralement, les piqueteros bloquent les routes par leur présence physique mais aussi par l'emploi de pneus en flammes et d'autres objets servant de barricade.
Dans un premier temps, dans les provinces de l'Argentine, notamment dans les villes de Cutral Có et Plaza Huincul en 1996, c’est dans un contexte de privatisations et de licenciements dans le secteur industriel argentin que les premiers mouvements piqueteros sont apparus, dont officiellement les «puebladas» (mobilisations populaires). Les piqueteros appartiennent à un mouvement protestant contre les mesures néolibérales des gouvernements argentins successifs qui ont engendré un déclin du climat économique et des conditions de vie difficiles pour la population. Les mouvements de piqueteros, mettant en scène des chômeurs réclamant l'octroi de subsides de l'État, se sont développés dans l'ensemble du pays et particulièrement dans les zones périurbaines pauvres de la métropole de Buenos Aires. Ils ont joué un grand rôle dans les événements liés à la crise économique de 2001. Les décès de deux piqueteros, Maximiliano Kosteki et Dario Santillan, assassinés par la police le 26 juin 2002 aux abords du Puente Pueyrredón, une des entrées de la ville de Buenos Aires, ont poussé le gouvernement de Eduardo Duhalde à anticiper les élections présidentielles qui ont vu la victoire de Nestor Kirchner. Avant le décès de ces deux piqueteros, une piqueteros de 25 ans, Teresa Rodriguez, avait déjà été tuée par la police le 12 avril 1997 à Plaza Huincul. Un mouvement piquetero porte son nom aujourd'hui en sa mémoire, el MTR (Movimiento Teresa Rodriguez).
Certains mouvements piqueteros travaillent en autogestion indépendamment du gouvernement pour survivre, par l'entraide, à la crise économique que traverse le pays. Le piquetage (piquetes) ou le blocage de routes (cortes de ruta) par les piqueteros vise à ce que le gouvernement national octroie des planes jefes y jefas de hogar (plans pour les soutiens de famille) qui correspondent à 150 pesos par mois en contrepartie de 20 heures de travail par semaine pour la municipalité ou des entités habilitées par l'État. Une grande partie des mouvements piqueteros ont reçu cette habilitation par la lutte et développent leurs propres ateliers de production qui sont parfois autogérés.
La rappeuse d'origine argentine Keny Arkana prend position en faveur des piqueteros dans son morceau Victoria.

## Actions contestataires

### Blocage de routes
Le nom « piquetero » prend inspiration de l’action principale entreprise pour acquérir plus de visibilité, soit le blocage des routes par des chômeurs brandissant des pancartes. Étant ignorés par les médias, « [c]eux qui organisent les barrages n'ont pas d'autre solution, pour gagner en visibilité et ouvrir des espaces de négociation, que d'exposer leur propre corps sur les routes », comme expliqué par Pereyra et Svampa. Ils obtiennent ainsi une attention et une représentativité, leur voix devenant entendue mondialement. Cette méthode d’action perturbatrice semble plus efficace et donner plus de résultats que les marches populaires habituelles, car les indigents interagissent ainsi directement avec les autres acteurs concernés. Par ailleurs, les barrages sont sur des routes et endroits de circulation clés, par exemple la route nationale no 3 reliant la capitale fédérale avec la province de Buenos Aires et la Patagonie , ou devant des bureaux gouvernementaux  ou des lieux-clés de Buenos Aires comme la Plaza de Mayo. 